# Yannick Müller
Yannick Müller (12 agosto 1999) è uno slittinista austriaco.
Ha un fratello maggiore, Jonas, slittinista a sua volta e specialista del singolo.

## Biografia
Ha iniziato a gareggiare per la nazionale austriaca nelle varie categorie giovanili nella specialità del singolo senza ottenere risultati di particolare rilievo, arrivando tuttavia a ridosso del podio ai campionati europei juniores di Sankt Moritz 2019, e terminando al quinto posto nella classifica finale della Coppa del Mondo juniores nel 2017/18.

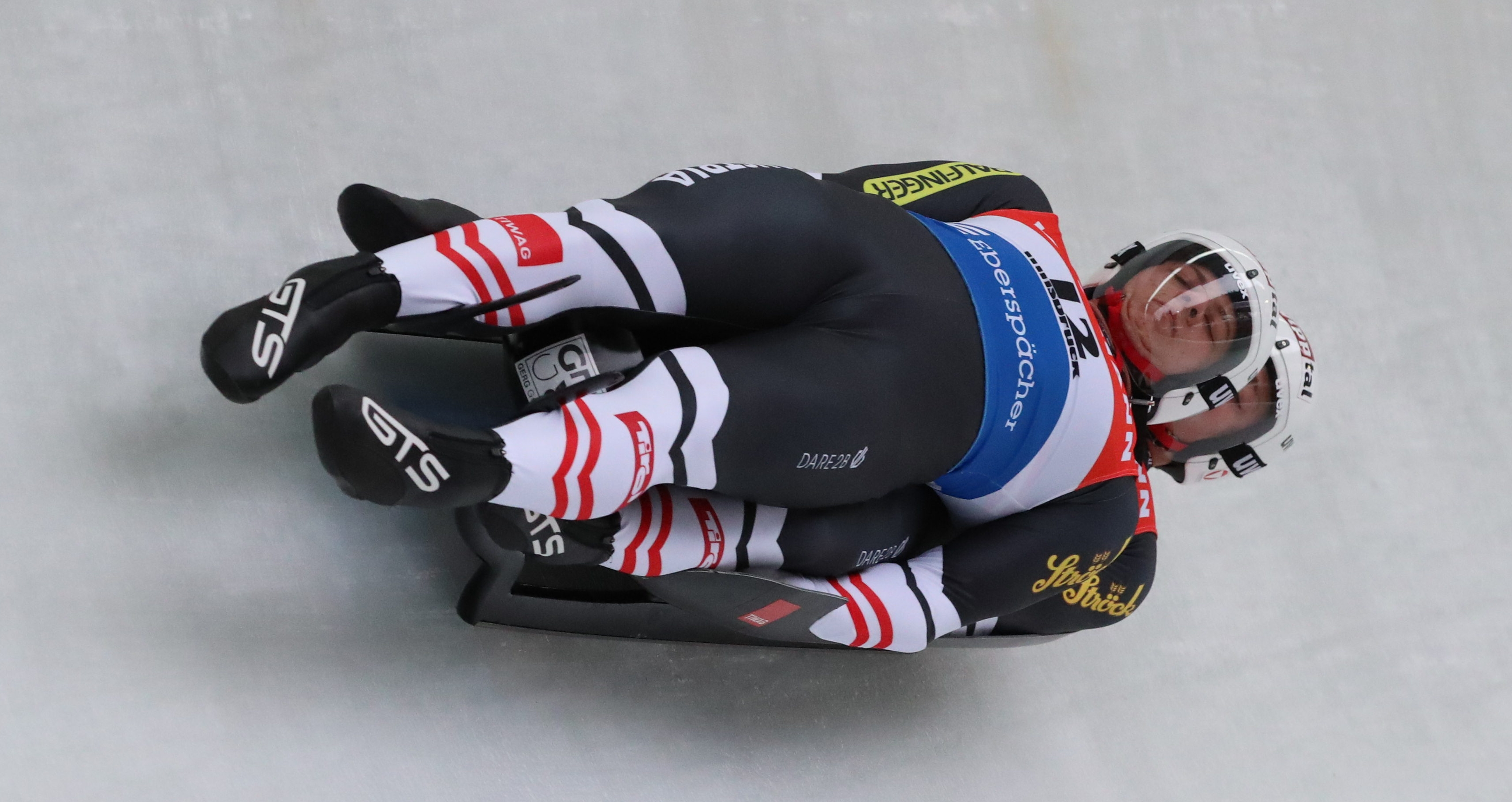
Müller e Frauscher in gara a Innsbruck nel 2019

Dall'inverno del 2019 decise di passare alla disciplina del doppio in coppia con Armin Frauscher, anch'egli specialista del singolo sino all'annata precedente. A livello assoluto esordì in Coppa del Mondo nella stagione 2019/20, debuttando il 22 novembre 2019 a Innsbruck nel doppio e concludendo la prova in undicesima posizione. Ha conquistato il suo primo podio il 28 novembre 2020 a Innsbruck, prima gara della stagione 2020/21, dove fu secondo nel doppio. In classifica generale detiene quale miglior risultato il sesto posto raggiunto nel 2020/21 nella specialità biposto.
Ha inoltre preso parte a due edizioni dei campionati mondiali. Nel dettaglio i suoi risultati nelle prove iridate sono stati, nel doppio: undicesimo a Soči 2020 e undicesimo a Schönau am Königssee 2021; nel doppio sprint: ottavo a Soči 2020 e quindicesimo a Schönau am Königssee 2021; nelle prove a squadre: quinto a Soči 2020.
Agli europei ha totalizzato invece quale miglior piazzamento il nono posto nel doppio, raggiunto nella rassegna di Sigulda 2021.

## Palmarès

### Mondiali
- 3 medaglie:
  - 1 argento (gara a squadre ad Oberhof 2023);
  - 2 bronzi (doppio, doppio sprint ad Oberhof 2023).

### Europei
- 1 medaglia:
  - 1 bronzo (doppio a Winterberg 2025).

### Coppa del Mondo
- Miglior piazzamento in classifica generale nel doppio: 6º nel 2020/21 e nel 2022/23.
- 11 podi (7 nel doppio, 2 nel doppio sprint, 2 nella gara a squadre):
  - 2 vittorie (1 nel doppio sprint, 1 nella gara a squadre);
  - 2 secondi posti (1 nel doppio, 1 nella gara a squadre);
  - 7 terzi posti (6 nel doppio e 1 nel doppio sprint).

#### Coppa del Mondo - vittorie
| Data            | Luogo     | Paese    | Disciplina                                                          |
| --------------- | --------- | -------- | ------------------------------------------------------------------- |
| 4 dicembre 2022 | Innsbruck | Austria  | Doppio sprint con Armin Frauscher                                   |
| 5 febbraio 2023 | Altenberg | Germania | Gara a squadre con Madeleine Egle, Wolfgang Kindl e Armin Frauscher |

### Coppa del Mondo juniores
- Miglior piazzamento in classifica generale nel singolo: 5º nel 2017/18.

### Coppa del Mondo giovani
- Miglior piazzamento in classifica generale nel singolo: 21º nel 2014/15.